# Патриша Хайсмит
Мери Патриша Хайсмит (на английски: Mary Patricia Highsmith) е американска писателка, авторка на криминални романи, фини психологически трилъри и разкази с неочакван край, носителка на най-важните световни награди за детективска литература. Пише и под псевдонима Клеър Морган.
Става известна още с първата си книга, „Непознати във влака“ (1950), по която Реймънд Чандлър прави сценарий, а Алфред Хичкок – киноадаптация. Поредицата от произведения с един от по-късните ѝ герои, Том Рипли, също става основа за ред екранизации (на режисьорите Вим Вендерс, Антъни Мингела и др.).
От 1963 г. живее в Европа.
Умира от левкемия на 74 години на 4 февруари 1995 г. в Локарно, Швейцария.

## Личен живот
Според биографията ѝ, написана от Андрю Уилсън, „Красива сянка“, животът на Хайсмит не е бил лесен: тя е била алкохоличка и романите ѝ са писани не повече от няколко години, а на съвременници и познати обикновено е изглеждала жестока до степен на истинска мизантропия. Пред компанията на хората е предпочитала тази на животните, отглеждала е котки и охлюви. Последните, по думите на самата Хайсмит, ѝ придавали удивително спокойствие; около 300 от тези мекотели живеели в градината на дома ѝ в Съфолк, а понякога тя дори взимала някои от тях със себе си.
Патриша Хайсмит никога не е била женена и няма деца. Сама се определя като лесбийка, в писмо до Чарлз Латимър от 1978 г. тя пише: „... би било лицемерие да се заобиколи тази тема и всеки трябва да знае, че съм куиър, с други думи, лесбийка“.
Някои я смятали за „лесбийка с мизогинистки елемент в поведението“.

## Избрани произведения
- Strangers On A Train, 1950 – „Непознати във влака“
- The Price Of Salt, 1952 – „Цената на солта“
- The Blunderer / Lament For Lover, 1954
- The Talented Mr. Ripley, 1955 – „Талантливият мистър Рипли“
- Deep Water, 1957 – „Дълбока вода“ (прев. Албена Бакрачева)
- Miranda The Panda Is On The Veranda, 1958 (заедно с Дорис Сандърс) – „Миранда, пандата е на верандата“
- A Game For Living, 1958 – „Игра за живите“
- This Sweet Sickness, 1960 – „Таэи сладка болест“
- The Cry Of The Owl, 1962 – „Викът на совата“
- The Two Faces Of January, 1964 – „Двете лица на Януари“
- The Glass Cell, 1965 – „Стъклената килия“
- A Suspension Of Mercy / The Story-Teller, 1965
- Plotting And Writing Suspense Fiction, 1966
- Those Who Walk Away, 1967
- The Tremor Of Forgery, 1969
- Ripley Under Ground, 1970
- The Snail-Watcher And Other Stories, 1970
- A Dog's Ransom, 1972
- Ripley's Game, 1974
- Little Tales Of Misogyny, 1974
- The Animal-Lover's Book Of Beastly Murder, 1975
- Edith's Diary, 1977
- Slowly, Slowly In The Wind, 1979
- The Boy Who Followed Ripley, 1980
- The Black House, 1981
- The People Who Knock On The Door, 1983
- Mermaids On The Golf Course, 1985
- Found In The Street, 1986
- Tales Of Natural And Unnatural Catastrophes, 1987
- Chillers, 1990
- Ripley Under Water, 1991 – Рипли под вода
- A Small G: A Summer Idyll, 1995